# Hon och Hannes
Hon och Hannes var en komediserie som sändes på TV4. Handlingen utspelar sig i huvudsak i det nyinflyttade paret Hannes och Elisabets radhus och i den kvarterskrog Hannes äger. 
Två säsonger spelades in och sändes under hösten 2005 och våren 2006. De har senare repriserats under flera omgångar.

## Rollista
- Annika Andersson - Elisabet
- Claes Malmberg - Hannes, krögare
- Lisa Werlinder - Petra, Elisabets nyseparerade inneboende syster
- Johan Wahlström - Lars, kroggäst och skådespelare
- Brasse Brännström - Frank, taxichaufför och kroggäst
- Sofia Bach - Kicki, servitris